# Modularidad
La modularidad es la característica de un sistema que permite que sea estudiado, visto o entendido como la unión de varias partes que interactúan entre sí y que trabajan solidariamente para alcanzar un objetivo común, realizando cada una de ellas una tarea necesaria para la consecución de dicho objetivo. Cada una de esas partes en que se encuentre dividido el sistema recibe el nombre de módulo. Idealmente un módulo debe poder cumplir las condiciones de caja negra, es decir, ser independiente del resto de los módulos y comunicarse con ellos (con todos o sólo con una parte) a través de  entradas y salidas bien definidas.

## Modularidad en Ciencias de la Computación
Modularidad en Ciencias de la computación es la característica por la cual un programa de computador está compuesto de porciones que se conocen como módulos. El diseño estructurado es la técnica de diseño de algoritmos en que se basa la programación modular, paradigma de programación que persigue desarrollar programas modulares.

## Modularidad en Biología
En biología, la modularidad es una propiedad de los organismos (y de sus partes) por la cual estos pueden descomponerse en módulos. Los módulos son unidades coherentes que a su vez forman parte de unidades más amplias: las células son parte de los tejidos, que a su vez son partes de los órganos, que a su vez son partes de los organismos. La modularidad aparece también en el desarrollo; son módulos los campos morfogenéticos, los patrones de desarrollo, los discos imaginales, los linajes celulares o los parasegmentos de los insectos.

## Modularidad en el Derecho, en la Economía y en la Empresa
En economía y en la empresa, la modularidad de los organismos y procesos, y de productos y servicios, es un factor clave en el desarrollo tecnológico, económico y social.
En el diseño organizacional, la modularidad es una corriente de literatura relativamente "nueva". A partir del trabajo seminal de Daft y Levin (1993), los académicos han dedicado mucho más esfuerzo al desarrollo de nuevos paradigmas para ¨organizaciones de aprendizaje flexibles que cambian continuamente y resuelven problemas a través de procesos de autoorganización interconectados¨. Estas formas organizacionales se caracterizan por jerarquías más planas, descentralizadas, toma de decisiones, mayor capacidad de tolerancia a la ambigüedad, límites internos y externos permeables, empoderamiento de los empleados, capacidad de renovación, unidades autoorganizadas y mecanismos de coordinación auto integradores.

## Modularidad en el diseño

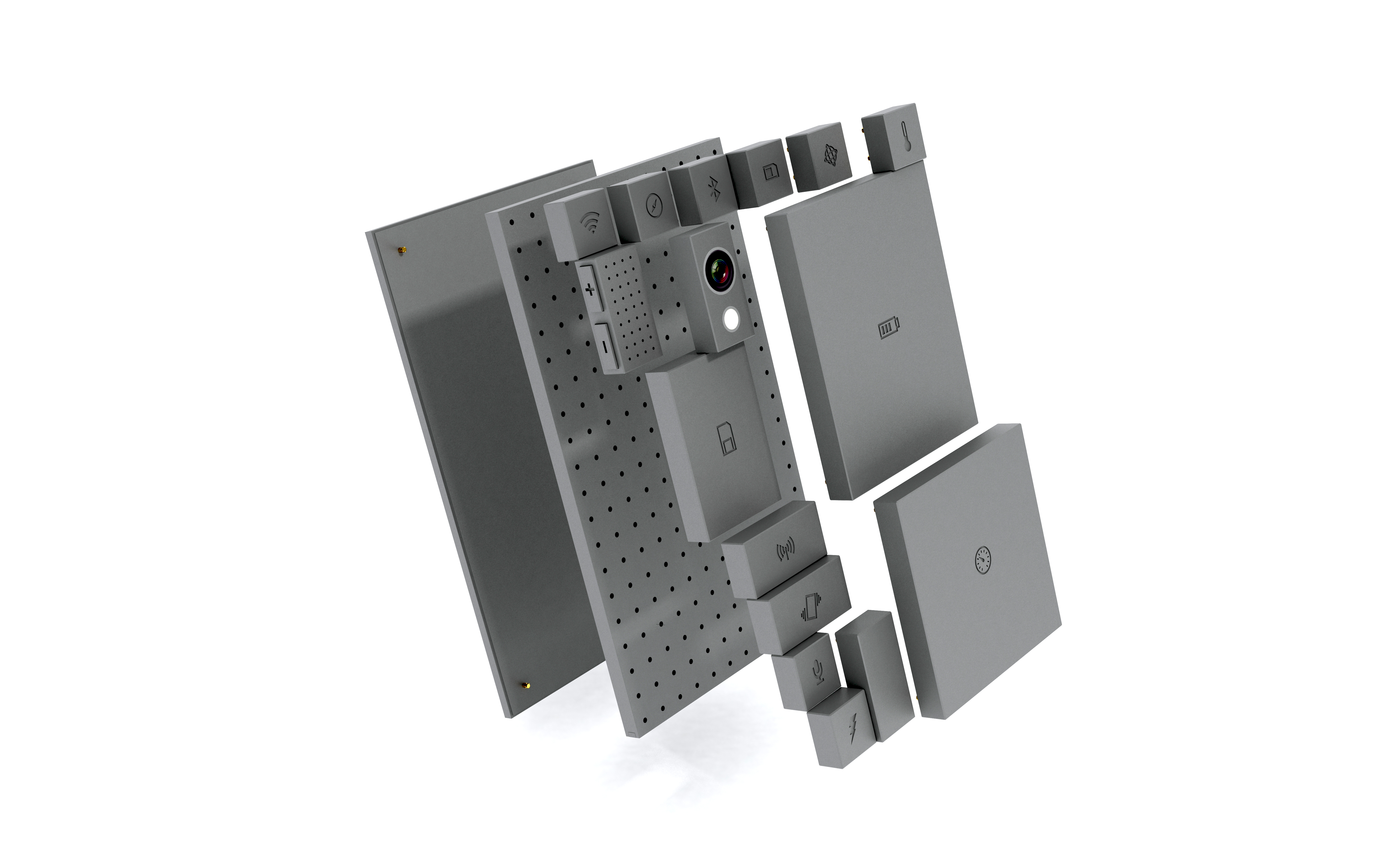
El llamado Phonebloks es un buen ejemplo de un diseño modular.

En diseño la modularidad también ha sido empleada para el desarrollo de características en diferentes áreas. Por ejemplo, patrones gráficos, que se repiten en diferentes contextos desde logos, baldosas, productos y construcciones urbanísticas, que desarrollados desde una modulación reticular se permite la optimización de procesos y materiales, pero también del uso del producto, entregando una lógica clara al usuario. Un buen ejemplo para ello son los azulejos empleados en los baños, que además de contener aspectos estéticos y culturales propios del contexto, también permiten que quien los instale pueda entender de manera clara como es el proceso adecuado; en este el producto habla por sí solo, y no es necesario el uso de instrucciones.

Ejemplos más complejos pueden encontrarse en el desarrollo de productos, en donde sus componentes se interrelacionan ya sea física, mecánica o químicamente para trabajar juntos de forma clara y precisa. Electrodomésticos como el horno o la lavadora de ropa operan a través de la unión de varias piezas para la obtención de un objetivo común. En arquitectura por ejemplo, las casas son módulos en los conjuntos residenciales, pero también los ladrillos llevan el mismo rol en la formación de muros.
La modularidad en el desarrollo de producto ha permitido el mantenimiento y por tanto la sustentabilidad de los mismos, ya que el cambio de algunas de las partes permiten que el producto siga funcionando, el cambio de llantas de un automóvil o el bombillo de una lámpara son simples ejemplos de esta característica. Un ejemplo podría ser el proyecto Phonebloks, que permitiría diseñar un teléfono móvil en piezas separadas que el usuario podría intercambiar entre sí. 
En los procesos de producción y en modelos de negocio también se aprecia el concepto de modularidad en algunos casos en donde ciertas piezas son producidas por diferentes empresas o en otros países. La optimización del recurso motiva a las empresas a entregar los procesos a otros, manteniendo el control sobre el producto final.
El diseño entendido como una práctica interdisciplinar, también emplea la modularidad en sus propios procesos, pues el desarrollo de un producto o servicio, siempre va a requerir del conocimiento y las prácticas de diferentes profesionales. Desde la antropología y la psicología se entienden las necesidades, los deseos y los comportamientos de los usuarios, desde la ingeniería se desarrollan procesos, materiales y mecanismos, desde el marketing se encuentran los espacios para acercar los productos a las personas, y así con otras disciplinas que permiten proporcionar soluciones más asertivas.
Visto de esta forma el diseñador es un articulador de conocimientos y habilidades, entendidas estas como módulos dentro del proceso creativo del diseño, bien sea que trabajen en etapas distintas o en las mismas. Es así como proceso de diseño es en realidad un proceso metodológico modular, en donde cada componente tiene la flexibilidad y la autonomía para operar desde su saber ser y hacer, otorgando confianza en los procesos y en los resultados de cada una de las partes.
En las últimas décadas, el diseño se ha logrado incorporar nuevas prácticas que van más allá del desarrollo de producto. Nuevas corrientes como el Business Design han permitido que a través de los principios y prácticas del diseño, se logre ayudar a las organizaciones a crear nuevos valores para incrementar o modificar su competitividad. Consultoras en estas prácticas reúnen equipos de distintas disciplinas para observar, evaluar, crear y proponer cambios que permitan la mejora de las empresas. En este modelo, la modularidad juega un rol importante, ya que la combinación de conocimientos logra el desarrollo de soluciones innovadoras, pero también sustentables, pues el trabajo integral permite que el resultado se mantenga en el tiempo, contemplado así mismo las modificaciones que se requieran en el futuro.